# (37369) 2001 VV
2001 VV (asteroide 37369) é um asteroide da cintura principal. Possui uma excentricidade de 0.10708590 e uma inclinação de 15.13504º.
Este asteroide foi descoberto no dia 6 de novembro de 2001 por LINEAR em Socorro.